# Grümpelturnier
Grümpelturnier (seltener Gerümpelturnier) oder auch Freizeitturnier nennt man im Sport Wettbewerbe abseits des offiziellen Spielwettbewerbs, die nicht den offiziellen Regeln folgen und bei denen die Spieler in der Regel nicht beim jeweiligen Verband gemeldet oder spielberechtigt sein müssen. Ebenso gibt es oft keine Beschränkungen bezüglich Alter oder Geschlecht. Grümpelturniere erstrecken sich normalerweise über einen oder mehrere Tage hintereinander wie zum Beispiel über ein Wochenende.

## Details
Grümpelturniere erfreuen sich im Sommer beim Fußball vor allem auf dem Land großer Beliebtheit. Dabei spielen bunt gemischte Mannschaften gegeneinander. Fußballvereine treten dabei oft als Veranstalter auf, deren Mannschaften ist die Teilnahme in der Regel durch die Spielordnung der Fußballverbände untersagt. Mannschaften, Spielfeld und Spieldauer sind kleiner als im offiziellen Spielbetrieb.
Grümpelturniere werden auch bei anderen Ballsportarten wie zum Beispiel Handball, Faustball, Tischtennis oder Volleyball und bei den Schützen ausgetragen.

## Wortherkunft
Grümpel ist eine süd- und mitteldeutsche Schreibweise für Gerümpel, das als Synonym für Krimskrams oder Trödel verwendet wird.